# Cannock
Koordinaten: 52° 41′ N, 2° 2′ W
Cannock ist eine Stadt in England in Staffordshire und liegt unmittelbar nördlich des Ballungsgebietes der West Midlands. Innerhalb von Staffordshire ist Cannock Verwaltungssitz des Distrikts von Cannock Chase, einer landschaftlich reizvollen Region. Cannock selbst hat etwa 28.000 Einwohner.
Cannock liegt an der mautpflichtigen Autobahn Motorway M6 Toll, sowie an der A 469, der A34 und nördlich der A5. Die Stadt hat einen Bahnhof an der Chase Line Stafford–Walsall. Cannock grenzt an die Gemeinden Hednesford, Rugeley, Great Wyrley und Burntwood.
Die Bezeichnung des Ortes ist abgeleitet vom altenglischen cnocc, das so viel wie Kleiner Hügel bedeutet. Als Chenet taucht der Ort auch im Domesday Book auf.
Bis zur Industrialisierung blieb der Ort eine kleine Landgemeinde, stieg dann aber rasch zu einer Grubenstadt auf. Auch nach dem Zweiten Weltkrieg kam es noch einmal zu einem Bevölkerungsschub, da Cannock als Pendlergemeinde für den Großraum Birmingham genutzt wurde – die Stadt ist mit dem Zug in 40 Minuten zu erreichen.
Cannock ist Sitz des Automobilbau-Unternehmens Reliant.
An bedeutenden Persönlichkeiten sind zu nennen: Die Fußballspieler Stan Collymore und Steve Bull, daneben Richard Gosling (angeblich der stärkste Mann Großbritanniens), Mel Galley, der Musiker unter anderem bei Whitesnake und Trapeze war, und Glenn Hughes von Deep Purple. In Cannock lebt heute die US-amerikanische Pop-Sängerin Tiffany, die einen Cannocker Geschäftsmann geheiratet hat. Des Weiteren lebt Chris Overton, der als Filmschauspieler auf sich aufmerksam machte – aber durch seine Oscarauszeichnung 2018 weltberühmt wurde, in Cannock.
Cannock unterhält eine Städtepartnerschaft mit Datteln. 

## Persönlichkeiten
- Mel Galley (1948–2008), Rock-Gitarrist
- Chris Overton (* 1989), Schauspieler, Filmproduzent und Filmregisseur
- Lewis Askey (* 2001), Radrennfahrer